# Contea autonoma hani e yi di Ning'er
La contea autonoma hani e yi di Ning'er (宁洱哈呢族彝族自治县S, Níng'ěr Hānízú Yízú ZìzhìxiànP) è una contea della Cina, situata nella provincia di Yunnan e amministrata dalla prefettura di Pu'er.